# Momentum (Pokolgép-album)
A Momentum a Pokolgép zenekar 2002-ben megjelent válogatáslemeze. A dal, a zenekar balladáinak újra felvett változatait tartalmazza.

## Az album dalai
1. Végtelen úton - 4:31
2. Bon Scott emlékére - 3:23
3. Ítélet helyett - 4:42
4. Nincs könyörület - 3:56
5. Mégegyszer - 4:00
6. Hős lettél - 4:24
7. Szakadék szélén - 3:49
8. Itt és most - 5:19
9. Ki mondja meg - 5:56
10. Csakazértis - 4:43
11. Tedd a kezed - 3:47
12. Hozzád szólók - 4:42
13. Hol van a szó? - 3:51

## Közreműködők
- Rudán Joe - ének
- Kukovecz Gábor - gitár, szintetizátor
- Nagy Dávid - gitár
- Pintér Csaba - basszusgitár
- Szilágyi Ede - dob